# Клаус Хейненсон
Клаус Хейненсон (нід. Claes Heynensoon) (бл. 1345—1414, Брабант) — нідерландський художник та герольд, автор низки відомих середньовічних книг та гербовників.
Створив Гербовник Ґелре та Гербовник Баєрна, в яких, серед інших, зображені герб Королівства Русі-України, а також герби української шляхти.
Працював придворним герольдом, літописцем, художником у герцога Гелре і Юліха Вільгельма I.
Збереглося шість рукописів книг, які створив Клаус Хейненсон. Це Гербовник Ґелре (Wapenboek Gelre), Гаазький рукопис (Haagsche handschrift), Гербовник Баєрна (Wapenboek Beyeren), Блокнот (Kladblok), Голландські хроніки (Hollandsche cronike) та Фрагмент Ґота (Gotha fragment). Крім того, збереглося багато копій його рукописів.
Гербовники Клауса Хейненсона є одними з найвідоміших середньовічних європейських гербовників, в яких зображені більшість гербів тогочасних держав Європи та Близького Сходу, а також багато шляхетських гербів. Зокрема в його гербовниках є зображення герба Королівства України-Русі, а також зображені герби угорської, чеської, польської, української шляхти.
Він був першим у країнах Бенілюксу, хто запровадив нову традицію написання геральдичних історичних творів та хронік, в яких розмістив зображення відповідних гербів.
Є одним з основоположників голландської історичної літератури.